# Friedensnote
Die Friedensnote der Bundesrepublik Deutschland vom 25. März 1966 stellt einen ersten Versuch der Regierung Erhard dar, eine Entspannungspolitik gegenüber den Ostblock-Staaten einzuleiten.
Sie wurde nicht nur an alle Staaten, mit denen die Bundesrepublik diplomatische Beziehungen unterhielt, gesendet, sondern vor allem auch an die Staaten des Warschauer Pakts. Einzig die DDR blieb als Empfänger ausgespart.
Inhaltlich ging es vor allem darum, zu zeigen, dass die Bundesrepublik an einer gesamteuropäischen friedlichen Sicherheitspolitik interessiert war und die Lösung des grundlegenden Konflikts um die Existenz eines „zweiten“ deutschen Staates nicht mehr als Vorbedingung für Gespräche mit den übrigen osteuropäischen Staaten ansah.
Diese erste Annäherung an den Osten erscheint aus heutiger Sicht sehr zaghaft. Die junge Bundesrepublik war jedoch noch von Adenauers Westorientierung und seiner Politik der Stärke geprägt. Den Ostblock-Staaten Gesprächsangebote und Friedenssignale zu senden, war noch ziemlich neu. Auch musste erst ein Umdenken und ein Abbau des östlichen Feindbildes in der Bevölkerung einsetzen, um weitere Schritte gehen zu können.